# Volker Kuhne

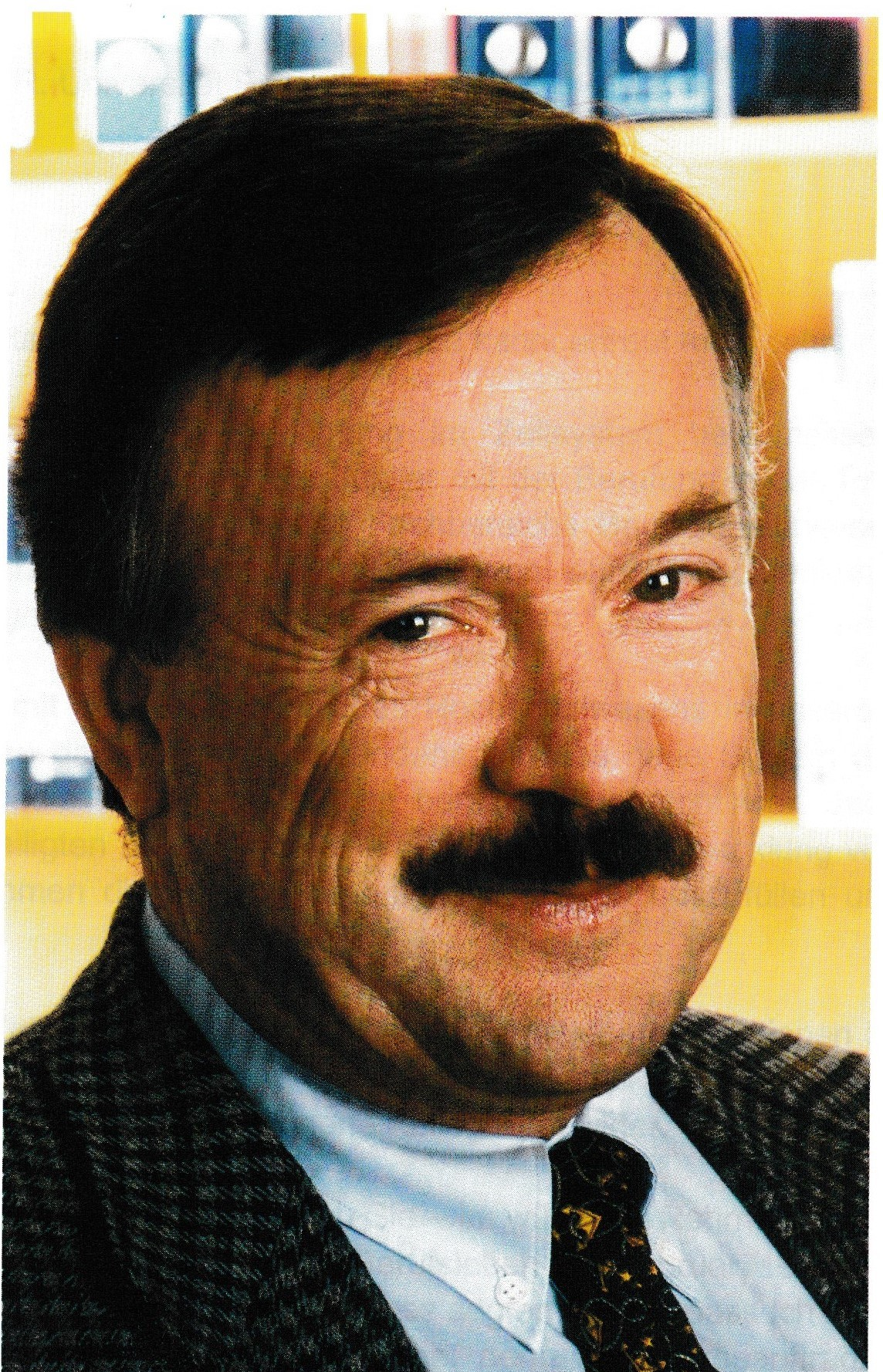
Volker Kuhne, siehe

Volker Kuhne (* 18. Dezember 1940 in Salzburg) ist ein deutscher Bauingenieur und emeritierter Universitätsprofessor.

## Werdegang
Volker Kuhne studierte Bauingenieurwesen an der TH Karlsruhe. Nach 2-jähriger Industrietätigkeit gründete er am 1. Oktober 1970 als wissenschaftlicher Assistent am Lehrstuhl für Baubetrieb an der Universität Stuttgart zusammen mit seinem Doktorvater, Gerhard Drees, das Ingenieurbüro Drees-Kuhne in Stuttgart. 1972 erfolgte seine Promotion zum Dr.-Ing. an der Universität Stuttgart. 1976 wurde er als Professor auf den Lehrstuhl für Baubetrieb und Bauwirtschaft an der Universität GH Essen (später Universität Duisburg-Essen) berufen, er schied daraufhin aus dem Ingenieurbüro mit Gerhard Drees aus.
1977 gründete er ein eigenes Ingenieurbüro Kuhne & Partner (ibk) für Projektsteuerung und Organisationsberatung in Düsseldorf, das später in die Gesellschaft für Beratung und Management im Bauwesen mbH (GBM) in Essen überging.
1983 war er Gründungsmitglied des DVP (damals noch: Deutscher Verband der Projektsteuerer) an der Universität GH Essen und in den folgenden 6 Jahren Vorstandsvorsitzender des Verbandes. Er ist heute Ehrenmitglied des DVP.
1992 erhielt er einen Ruf auf den Lehrstuhl für Baubetrieb an der Universität TH Dresden, den er jedoch nicht annahm.
1993 war er Gründungsmitglied der Ingenieurkammer Bau NRW in Essen.
Im Juli 2004 gründete er mit seinem ehemaligen Doktoranden, Markus Kattenbusch, die Ingenieursozietät für Baubetrieb und Bauwirtschaft: Kuhne, Kattenbusch & Partner (KKP Ingenieure) in Essen, seit 2012 auch in München vertreten.
2006 beendete er seine Tätigkeit an der Universität Duisburg-Essen. Im selben Jahr ist er Gründungsmitglied des Deutschen Baugerichtstags e.V. Sein Sohn Carsten Kuhne übernahm die Funktion seines Vaters bei KKP Ingenieure ab Januar 2016.

## Projekte
Ab 1970: Netzplantechnik. Ein Fortbildungskurs im Medienverbund Fernsehen, Lehrbuch, Seminare. Volker Kuhne war gemeinsam mit Roland W. Gutsch u. a. an der Konzeption und Durchführung beteiligt. Er moderierte die 12-teilige Fernsehsendung und führte mit einem Team in allen Großstädten der BRD Schulungen mit abschließendem gemeinsamen Prüfungstag durch.
In den folgenden 45 Jahren seiner Tätigkeit als Berater und Sachverständiger hat er bei großen Bauprojekten mitgewirkt. Von Beginn seiner beruflichen Laufbahn an war seine Arbeit geprägt von einem starken Interesse an der baubetrieblichen Praxis.
Zu Beginn der 1970er Jahre waren es neue Verfahren wie Netzplantechnik und Projektsteuerung, die im Ingenieurbüro mit Gerhard Drees in Stuttgart bei Bauvorhaben wie dem Neubau des Süddeutschen Rundfunks oder der Landesbank in Stuttgart zur Anwendung kamen. Mit seinem Ingenieurbüro Kuhne (ibk) steuerte er u. a. den Neubau einer Lackiererei in Ingolstadt für den Autobauer Audi, wobei der Fokus insbesondere auf der Einhaltung eines strengen Zeitplans und der Bauorganisation lag.
In den 1980er und 1990er Jahren und bis in die frühen 2000er Jahre hatte sich der Schwerpunkt seiner Ingenieurtätigkeit immer mehr in Richtung Beratung und Management von Bauvorhaben verschoben, weshalb das Ingenieurbüro Kuhne in die Gesellschaft für Beratung und Management im Bauwesen (GBM) mit Rainer Reimers als Partner überführt wurde. Die Renaturierung der Emscher durch die Emschergenossenschaft und Lippeverband in Essen oder zahlreiche Neubauten des Chemieunternehmens Bayer – zuletzt das Werk am Standort Tarragona in Spanien – gehören dazu.
Die letzte Neugründung – zusammen mit Markus Kattenbusch – ist das Ingenieurbüro Kuhne, Kattenbusch und Partner (KKP) in Essen, das wenig später Ralph Hennig als dritten Partner bekommt und den Fokus ab 2004 auf Dokumentation, Kostenplanung und Nachtragsmanagement bei Bauprojekten richtet. Hier seien exemplarisch Projekte beim Bau neuer Strecken der U-Bahn Düsseldorf und der U-Bahn Berlin und der Bau der A44 Flughafenautobahn Düsseldorf mit Rheinbrücke und zwei Tunnels genannt.

## Lehre und Forschung
Nach der Gründung der Universität GH Essen wurden im Fachbereich Bauwesen sukzessive 15 Lehrstühle neu eingerichtet und von den Professoren organisiert und aufgebaut. Volker Kuhne wurde im August 1976 Professor für Baubetrieb und Bauwirtschaft.
Schwerpunkte seiner Forschung ab den 90er Jahren waren
- Projektmanagement
- Instandhaltung von Bauwerken inklusive Sanierung
- Abbruch und Recycling inklusive Deponietechnik

Abgerundet wird die wissenschaftliche Tätigkeit Kuhnes durch seine Berufung als Sachverständiger in komplizierten Bauprozessen, bei denen in der Regel die Verbindung von wissenschaftlichen Erkenntnissen mit der baubetrieblichen Praxis gefordert ist. Den Anfang machte das neue Essener Aalto-Musiktheater, bei dem Kuhne Mitte der 80er Jahre als Gerichtsgutachter im Prozess zwischen der Bauherrin und der beauftragten Baufirma in Essen tätig wurde. In den folgenden 30 Jahren war er regelmäßig – überall in Deutschland – als Gerichtsgutachter tätig.
Professor Volker Kuhne war in zwei Amtsperioden (1978/79 und 1988/90) Dekan seines Fachbereichs und
- über 12 Jahre Vorsitzender des Praktikantenausschusses
- mehr als 8 Jahre Mitglied der Kommission für Struktur und Haushalt der Hochschule
- über viele Jahre Mitglied des Fachbereichsrates

Volker Kuhne initiierte in Essen:
- den HOCHTIEF-Förderpreis – exklusiv für Studierende im Fachbereich Bauwesen an der Universität Essen
- die Broschüre des Fachbereichs Forschung und Lehre[5]. Er förderte neue Ansätze wie Systems Engineering und Wirtschaftsingenieurwesen durch Einführung des Studienganges im WS 2000/2001
- 2002 fand im Audimax der Universität Essen der 1. Essener Baufilmtag statt, den das Institut für Baubetrieb und Bauwirtschaft gemeinsam mit dem Ruhrländischen Architekten- und Ingenieurverein (RAIV) dann jährlich durchführte. Volker Kuhne und Günter Meisert (Ruhrländischer Architekten- und Ingenieurverein, RAIV) begrüßten als Initiatoren des Essener Baufilmtags die über 600 Besucher. Kuhne betonte, dass in einigen Jahren viele Ingenieurstellen nicht mehr mit qualifizierten Nachwuchskräften besetzt werden können. Vor diesem Hintergrund sei es besonders wichtig, junge Leute für das Baufach zu begeistern.

Er ist Mitglied des Netzwerks der BBB Professoren der Technischen Universitäten aus Deutschland, Österreich und der Schweiz. (BBB steht für Baubetrieb, Bauwirtschaft und Baumanagement und umfasst das breite Spektrum der Baubetriebswissenschaften.)
Eine enge berufliche Freundschaft verband ihn mit seinem Schweizer Kollegen Robert Fechtig, ETH Zürich und mit Raimo Salokangas, Professor an der Technischen Universität Tampere, Finnland.

## Publikationen in Büchern
- Netzplantechnik – Ein Fortbildungskurs im Medienverbund, VDI-Verlag GmbH, Düsseldorf 1971
- An Example for the Application of Network Techniques as a Tool for the Scheduling of a large Industrial Construction Project with Extremely Short Completion Time, Congress Book, INTERNET 72, Stockholm
- Produktionsplanung in Fertigteilwerken auf der Grundlage der Kostenoptimierung durch eine Dringlichkeitsfunktion, Bauverlag GmbH, Wiesbaden 1972
- Volker Kuhne, Hans Sommer: Projektsteuerung im Hochbau, Bauverlag GmbH, Wiesbaden 1977. ISBN 3-481-14751-1
- Minimierung der Gesamtkosten eines Bauwerks – Eine lösbare Aufgabe? in: Minimalkonstruktionen, Verlagsanstalt R. Müller, Köln, 1977
- Die Aufgaben der Bauleitung bei der Ausführung von Bauvorhaben in: Projektsteuerung und Bauleitung, VDI-Verlag GmbH, Düsseldorf 1984
- mit Richard Dellen und Klaus Wörmann: Beurteilung von Einheitspreisen bei VOB-Verträgen, Wingen Verlag GmbH, Essen 1984
- mit H.-J. Böken: Steinverlegegeräte, Wirtschaftsverlag, Bremerhaven 1988
- Handhabungstechniken zur Humanisierung der Bauarbeit in: Baumaschinentechnik, VDI-Verlag, Düsseldorf 1990
- Projektmanagement beim Bauen, VDI-Verlag, Düsseldorf 1992
- Plümecke – Preisermittlung für Bauarbeiten[6]. 25.ff., überarbeitete und erweiterte Auflagen. (Kuhne, Kattenbusch, Noosten, Ernesti, Kuhlenkamp, Stiglocher) Verlagsgesellschaft Rudolf Müller GmbH & Co.KG, Köln 2004 ff. ISBN 3-481-01952-1

zahlreiche weitere Veröffentlichungen und Beiträge in Fachzeitschriften

## Schriften
- Streifzüge durch den Baubetrieb, Festschrift zum 60. Geburtstag von Volker Kuhne. Mitteilungen aus dem Fachgebiet Baubetrieb und Bauwirtschaft. Herausgeber: Markus Kattenbusch. Wissenschaftsverlag Mainz in Aachen, 2000. ISBN 3-89653-794-6
- Innovative Bauerneuerung, Festschrift zum 60. Geburtstag von Robert Fechtig. Darin: Ein Instandhaltungsmodell für Hochbauten von Volker Kuhne. Herausgeber: Johann W. Schregenberger, Zürich 1991
- Alle Dissertationen am Lehrstuhl erschienen in der Schriftenreihe Mitteilungen aus dem Fachgebiet Baubetrieb und Bauwirtschaft Heft 1/1981 bis Heft 21/2008[7], Herausgeber: Volker Kuhne.